# STS-95
STS-95 var en flygning i det amerikanska rymdfärjeprogrammet med rymdfärjan Discovery. Den sköts upp från Pad 39B vid Kennedy Space Center i Florida den 29 oktober 1998. Efter nästan nio dagar i omloppsbana runt jorden återinträdde rymdfärjan i jordens atmosfär och landade vid Kennedy Space Center.
Genom flygningen blev amerikanen John H. Glenn den äldsta personen i rymden, då han var 77 år vid flygningen.

## Väckningar
Under Geminiprogrammet började NASA spela musik för besättningar och sedan Apollo 15 har man varje "morgon" väckt besättningen med ett musikstycke, särskilt utvalt antingen för en enskild astronaut eller för de förhållanden som råder.
| Dag | Låt                                   | Artist/Kompositör         | Spelad för        | Länk |
| --- | ------------------------------------- | ------------------------- | ----------------- | ---- |
| 2   | "What a Wonderful World"              | Louis Armstrong           | Scott Parazynski. | WAV  |
| 3   | "Cachito"                             | Nat King Cole             | Pedro Duque       | WAV  |
| 4   | "This Pretty Planet" och "Halelujahs" | Tom Chapin och Chris Rice | Steven Lindsey    | WAV  |
| 5   | "Moon River"                          | Andy Williams             | John Glenn        | WAV  |
| 6   | "The House is Rockin'"                | Stevie Ray Vaughan        | Steve Robinson    | WAV  |
| 7   | "Wakaki Chi" (Young Spirit)           | (Keio University)         | Chiaki Mukai      | WAV  |
| 8   | "I Know You're Out There Somewhere"   | The Moody Blues           | Curtis Brown      |      |
| 9   | "Voyage Into Space"                   | Peter Nero                | John Glenn        | WAV  |
| 10  | "La Cucaracha"                        |                           | Pedro Duque       | WAV  |